# Тревільйо
Тревільйо (італ. Treviglio) — муніципалітет в Італії, у регіоні Ломбардія, провінція Бергамо.
Тревільйо розташоване на відстані близько 470 км на північний захід від Рима, 32 км на схід від Мілана, 21 км на південь від Бергамо.
Населення — 29 494 особи (2014).
Щорічний фестиваль відбувається останнього тижня лютого. Покровитель — святий Мартин.

## Демографія
Населення за роками:

Станом на 1 січня 2023 року в муніципалітеті офіційно проживало 4458 іноземців з 93 країн, серед них 517 громадян країн Євросоюзу та 169 громадян України.

## Сусідні муніципалітети
- Арчене
- Бриньяно-Джера-д'Адда
- Кальвенцано
- Караваджо
- Казірате-д'Адда
- Кассано-д'Адда
- Кастель-Роццоне
- Фара-Джера-д'Адда
- Понтіроло-Нуово